# 方丹莱克莱尔
方丹莱克莱尔（法語：Fontaine-lès-Clercs）是法国皮卡第大区埃纳省的一个市镇，属于圣康坦区圣西门县。该市镇2009年时的人口为250人。

## 人口
方丹莱克莱尔人口变化图示
| 数据来源：INSEE |